# Элеонора Прованская
Элеоно́ра Прова́нская (англ. Eleanor of Provence; около 1223, Экс-ан-Прованс, Франция — 26 июня 1291, Эймсбери, Англия) — королева Англии, дочь графа Прованса Раймунда Беренгера IV и Беатрисы Савойской, жена короля Англии Генриха III. Будучи выдана замуж ещё подростком, Элеонора благодаря «савойярам» — предприимчивым братьям своей матери — достаточно рано начала играть значимую роль в английской политике. Позже Элеонора имела значительное влияние на своего мужа.
Недовольство управлением Англией и засилие иностранцев привело в 1258 году к вооружённому выступлению баронов против короля, вынудивших принять его Оксфордские провизии. После восстания в 1263 году баронов, которых возглавил Симон де Монфор, граф Лестер, Генриху III навязали условия, не устроившие его жену. Она отправилась во Францию, где королевой была её сестра Маргарита. Во многом под влиянием Элеоноры французский король Людовик IX вынес в январе 1264 году на арбитраже в Амьене решение в пользу английского короля, что не устроило баронов. В итоге в Англии началась гражданская война, в результате которой роялисты были разбиты в мае 1264 года битве при Льюисе, а фактическим правителем стал Симон де Монфор. Находившаяся в Гаскони королева предприняв оттуда дипломатическое наступление на Монфора. В итоге в августе 1265 года собранная армия разгромила мятежников и власть вернулась к Генриху III.
После смерти в 1272 году Генриха III Элеонора до самой смерти продолжала иметь влияние на ставшего королём старшего сына, Эдуарда I. В 1286 году она постриглась в монахини в монастыре в Эймсбери, где и умерла.

## Происхождение и молодые годы
Элеонора происходила из Барселонского дома. Её предок, граф Барселоны Раймон Беренгер III женился на графине Проваса Дульсе I. Их правнук, граф Прованса Альфонс II, один из сыновей короля Арагона Альфонсо II Целомудренного, стал родоначальником Прованской ветви.
Детство Элеоноры прошло в Провансе, известном своей самобытной культурой трубадуров, особенно светской по тону. Как отмечает Маргарет Хауэлл, возможно, что именно благодаря этому будущая королева увлеклась чтением романов. Трубадурская атмосфера, царившая при дворе отца Элеоноры, была частью родовой традиции: её прадед, арагонский король Альфонсо II, восхвалялся современниками как высокочтимый трубадур. Писал стихи и Раймунд Беренгер IV (около 1198 — 1245), сын графа Альфонса II Прованского: он был первым за сто лет графом Прованским, который действительно жил в своих владениях, а его двор был всегда открыт для поэтов и менестрелей.
В 1219 году Раймунд Беренгер IV женился на Беатрисе Савойской, дочери графа Савойского Томаса I. Английский хронист Матвей Парижский называл её «женщиной поразительной красоты». При этом у неё была многочисленная родня — 8 братьев, отец их приучил в первую очередь думать об интересах семьи. Это сыграло важную роль в будущем дочерей Беатрисы.
В браке Раймунда Беренгера IV и Беатрисы родилось двое сыновей (вероятно близнецов), которые умерли рано, и 4 дочери. Все дочери унаследовали красоту матери. В будущем они все стали королевами. Старшая, Маргарита (1221 — 1295), в 1234 году стала женой короля Франции Людовика IX Святого. Следующей по старшинству была Элеонора, которая родилась около 1223 года в Экс-ан-Провансе; она в итоге стала женой короля Англии Генриха III. Третья сестра, Санча (около 1225 — 1261) стала в 1243 году женой младшего брата Генриха III, Ричарда Корнуэльского, который позже стал королём Германии. Младшая же, Беатриса, в 1246 году вышла замуж за младшего брата Людовика IX, Карла I Анжуйского, будущего короля Сицилии.
Из сестёр Элеонора больше всего была дружна с Маргаритой, которая её была старше всего на 2 года, разница в возрасте с другими сёстрами была слишком большой. Дружба двух старших дочерей Раймунда Беренгара IV сохранилась в во взрослом возрасте. Их воспитание во многом заключалось в том, что их учили вести себя, как подобает знатным дамам. Они знали все молитвы, хотя, как отмечает М. Хоуэлл, религиозное воспитание Элеонора во многом получила уже в Англии. Девушки принимали участие в соколиной охоте, учились танцевать и играть в шахматы, слушали рассказы трубадуров. При этом Маргарита характером больше напоминала мать и обладала сильно развитым чувством справедливости, отличаясь терпеливостью, умом и прилежанием, Элеонора же была более вспыльчивой и непостоянной. При этом есть свидетельства, что сёстры были грамотными и умели читать и писать. По мнению Н. Голдстоун, их отец очень серьёзно относился к провансальской традиции, по которой при отстутствии детей мужского пола владения могли унаследовать дочери. Для управления же большим графством необходимо было обладать грамотой. Причём сёстры умели читать не только на окситанском языке, на котором говорили в Провансе, но и на латыни, поскольку до наших дней дошли письма Элеоноры и Маргариты, написанные именно на этом языке. Матвей Парижский в своей хронике высмеивал «вульгарную манеру» Беатрисы Савойской «называть своих дочерей сыновьями»; по мнению Голдстоун это связано с тем, что Маргариту и Элеонору так, чтобы они в будущем могли править так, как правили бы сыновья, если бы ни выжили.

## Брак с королём Англии
Прованс, которым управлял отец Элеоноры, формально являлся фьефом Священной Римской империи. Однако он находился достаточно далеко от Сицилии, где в этот период располагалась главная резиденция императора Фридрих II, который никак не вмешивался во внутренние дела своего вассала. При этом граф был достаточно благочестив, поэтому на его решения достаточно сильно влиял папа римский, намерения которого достаточно часто вступали в прямой конфликт с намерениями императора.
В начале 1230-х годов в регионе усилилось влияние короля Франции: по условиям Парижского договора 1229 года сосед Раймунда Беренгера IV, граф Тулузы Раймунд VII, оказался в полном подчинении от короля Людовика IX, от лица которого ввиду его юного возраста королевством фактически управляла мать, Бланка Кастильская. Это привело к угрозе оказаться в зависимости от короля Франции. Выходом из положения стал брак между юным Людовиком IX и Маргариты, старшей дочери графа Прованса, который был заключён в 1234 году.
Брак Маргариты Прованской с французским королём сильно повысил шансы на удачный брак Элеоноры, которой во время свадьбы сестры было около 10 лет. Одним из тех, кто оценил подобные перспективы, стал Гильом Савойский, брат матери девушки. Он был епископом Валанса, благодаря чему мог использовать церковные связи. Точно неизвестно, когда именно начались переговоры, но о вовлечённости в них епископа свидетельствует тот факт большая часть переписки, посвящённой им, адресовалась именно ему.
Выбор пал на юного короля Англии Генриха III. Желая вернуть утраченные во время правления его отца, Иоанна Безземельного, владения на континенте, тот нуждался в союзниках, которых он пытался найти, заключив брак. Но две первые попытки женитьбы Генриха III (с Иоландой Бретонской и Жанной де Понтьё) были сорваны благодаря вмешательству Бланки Кастильской. После этого в Англии возник проект заключить союз с императором Священной Римской империи Фридрихом II, для реализации которого начались переговоры о заключении брака между ним и Изабеллой, сестрой Генриха III. Хотя в Англии и существовали серьёзные разногласия о необходимости подобного, ибо для того, чтобы собрать приданое, пришлось вводить специальный земельный налог, английский король стоял на своём. Именно в это время на него с проектом брака племянницы вышел Гильом Савойский, которы напирал на то, что союз с вассалом Фридриха II будет способствовать установлению более тесных контактов с императором. Однако стратегическая выгода для Англии от такого брака была сомнительной, ибо Генрих III и так вёл переговоры, чтобы стать шурином императора. Кроме того, чтобы покрыть затраты на приданое сестре, ему было выгоднее, чтобы жена принесла с собой большое приданое, а граф Прованса был достаточно ограничен в средствах. Но в переговорах решающую роль сыграл факт брака Людовика IX с Маргаритой Прованской, ибо английский король был сильно вовлечён в соперничество с Францией; сыграла свою роль и красота юной Элеоноры, о которой Генриху III сообщил вернувшийся из Прованса королевский посланник Ричард Толстый.
Английские посланники прибыли в Прованс в октябре 1235 года. Хотя Генрих III формально был ещё помолвлен с Жанной де Понтьё, Гильом Савойский заверил его, что решит вопрос с её расторжением. Желая заключить брак, король передал своим послам 6 письменных вариантов соглашения о приданом, в котрых его сумма снижалась от 20 тысяч до 3 тысяч марок. При этом у них были инструкции соглашаться, даже если Раймонд Беренгер IV не сможет пообещать никакого приданого. Так в итоге и случилось: граф Прованса сообщил английской делегации, что в данный момент у него нет денег для Элеоноры, но пообещал, что завещает ей 10 тысяч марок. Английским послам пришлось согласиться на эти условия.
23 ноября 1235 года в провансальском замке Тараскон была заключена помолвка между Элеонорой и Генрихом III, которого представлял один из послов. Но для того, чтобы добраться до Англии, следовало пересечь французские владения, чему могли помешать Бланка Кастильская и Людовик IX. Чтобы решить эту проблему, Гильом Савойский рискнул обратиться к французскому королю за охранной грамотой. Хотя многие его советники выступали против брака, считая его опасным, Бланка Кастильская сочла, что лучше будет, если Генрих III женится на второй дочери безденежного графа, чем на богатой наследнице вроде Жанны де Понтьё. Охранная грамота была предоставлена. В декабре брачный поезд Элеоноры прибыл во Вьенн где был подписан брачный договор. После этого отец девушки вернулся в свои владения, а её дальше сопровождал Гильом Савойский. В Дувр они Элеонора прибыла в январе 1236 года.
Брачная церемония состоялась 14 января в Кентерберийском соборе, проводил её архиепископ Кентерберийский Эдмунд Рич. При этом папское разрешение о разрыве предыдущей помолвки Генриха III получено ещё не было, из-за чего в течение 15 лет высказывались сомнения в законности брака, пока папа римский не уладил эту проблему.
Хронисты того времени сообщают, что Генрих III был в восторге от своей юной жены. Прямо из церкви молодожёны отправились на брачное ложе, а спустя 5 дней уехали в Вестминстер, где 20 февраля, девушка была коронована в Вестминстерском аббатстве, получив титулы королевы Англии, леди Ирландии, герцогини Аквитании, Нормандии и графини Анжуской. Последние 2 титула, связанные с владениями, которые английские короли утратили в начале XIII века, после заключения в 1259 году Парижского мирного договора с Францией.
Празднование коронации Элеоноры было роскошным. Улицы Лондона были почищены и украшены богатыми коврами и шёлковыми драпировками. Перед коронацией самые зажиточные лондонцы, одевшиеся в лучшие наряды, проследовали вместе с трубачами в Вестминстерский дворец, неся 360 серебряных и золотых чаш, которые аристократы затем использовали во время праздничного пира, который состоялся вечером. За столом юной королеве прислуживали важнейшие английские вельможи.

## Королева Англии
Контроль за здоровьем юной королевы был доверен Николасу Фарнемскому (умер в 1257), будущему епископу Дарема, отличавшемуся учёностью и вежливостью. Кроме того, Элеонора находилась в дружеских отношениях с епископами-реформаторами Робертом Гроссетестом (умер в 1253) и Ричардом Вичским. Ещё одним её другом был францисканец Адам Марш. Возможно, что именно с личными связями королевы связаны её пожертвования религиозным учреждениям. Элеонора была благодетелем госпиталя Святой Екатерины в Тауэре, которому она в 1273 году в память о муже дала новую хартию, доминиканского монастыря Гилфорде, основанного ей в память о своём внуке Генри. Кроме того, королева была покровительницей и благодетельницей цистецианского монастыря в Тарранте (Дорсет) и оказывала помощь францисканскому ордену.
Благодаря предприимчивым братьям матери Элеонора достаточно рано начала играть значимую роль в английской политике. Один из них, Гильом Савойский, устроил её брак с королём Англии. Двое других, Томас II Савойский, который был графом Фландрии в 1237—1244 годах, и ставший в 1243 году архиепископом Кентерберийским Бонифаций Савойский (умер в 1270) с её помощью влияли на короля. Ещё один, Пьер Савойский (умер в 1268), прибывший в Англию в 1241 году, получивший от короля во владение Ричмонд и Певенси, стал ближайшим советником Элеоноры. Он поощрял королеву, чтобы она укрепляла своё положение при английском дворе в качестве матери наследника престола , а также защищала владения будущего Эдуарда I от захвата Ричардом Корнуэльским. При этом Пьер вместе с королевой пытался обеспечить своих савойских родственников и вассалов должностями и браками, что вызвало недовольство при дворе и привело к столкновению с Лузиньянами — единоутробными братьями Генриха III, которые появились в Англии в 1247 году; королевские родственники возмущались тем, что именно «савойяры» (англ. the Savoyards) получали большую долю королевского покровительства.
В браке с Генрихом III Элеонора родила пятерых детей, причём четверых — ещё до того, как ей исполнилось 22 года. В 1239 году родился будущий король Эдуард I, в 1240 году — дочь Маргарита, ставшая в итоге женой шотландского короля Александра III. В 1242 году в Бордо Элеонора родила дочь Беатрису, ставшую женой будущего бретонского герцога Жана II. В 1245 году родился второй сын Эдмунд, будущий граф Ланкастер. Последний ребёнок, дочь Кэтрин, родившаяся в 1253 году, была инвалидом и умерла уже в 1257 году. Известно, что Элеонора была внимательной матерью: когда её дети были маленькими, она проводила с ними много времени в Виндзоре. Королева решительно защищала их интересы; когда же дети подросли, они стали проводниками для её собственных амбиций.
Во время злополучной экспедиции Генриха III в Пуату и Гасконь 1242—1243 годов Элеонора сопровождала мужа. Однако когда король в следующий раз покинул Англию, чтобы в 1253 году подавить восстание в Гаскони, королева осталась регентшей, её советником при этом был оставлен королевский брат Ричард Корнуэльский. Как отмечают хронисты, с управлением королевством во время отсутствия мужа она справилась хорошо. В июне 1254 года Элеонора присоединилась к Генриху III в Гаскони. В декабре того же года они прибыли в Париж, где были гостями короля Людовика IX и его жены Маргариты, сестры Элеоноры. Эта встреча стала шагом к заключению в 1259 году мирного договора между их королевствами.

## Баронская война
В 1254 году Элеонора вместе с Генрихом III разработала пагубный план, поддержанный как савойярами, так и папским двором. Основной его целью было завоевание сицилийской короны для второго сына Эдмунда. Однако папа римский навязал английскому престолу тяжёлые финансовые условия, которые усугубили и без того растущее в Англии недовольство управлением Генрихом III страной. В результате в 1258 году недовольные бароны с оружием выступили против короля, навязав ему Оксфордские провизии. Отношение к ним королевы было двойственным: с одной стороны, она радовалась изгнанию Лузиньянов, с другой стороны, сожалела об ограничении королевской власти. Кроме того, в этот период происходит разрыв отношений между наследником Генриха III, принцем Эдуардом, с родителями; хотя он и был временным, но привёл к усугублению сложных отношений при английском дворе. В итоге началась ожесточённая фракционная борьба. 
С начала 1260 года королеву постепенно начали считать противницей реформ. В 1261 году она смогла договориться с небольшой группой активистов из окружения мужа, чтобы добиться роялистского реванша, после чего папа освободил Генриха III, Элеонору и их сыновей от данной ими клятвы соблюдать Оксфордские провизии.
В июне 1263 года недовольные бароны, которых возглавлял Симон де Монфор, граф Лестер, выступили против короля и королевы. Земли, принадлежавшие Элеоноре и её савойским родственникам и сторонникам, были разорены. Королева резко выступила против навязанных её мужу повстанцами условий. 13 июля она предприняла дерзкую попытку добраться по Темзе к Виндзорскому замку, где находился её сын Эдуард, но около Лондонского моста возбуждённая толпа лондонцев, которые научились ненавидеть всех иностранцев и королеву в особенности, подвергла её шквалу грубых оскорблений и забросала камнями. 
Противостояние с лондонцами только укрепило решимость Элеоноры. Она отправилась во Францию, заручившись поддержкой сестры Маргариты и её мужа Людовика IX. Исследователи полагают, что когда в январе 1264 года в Амьене французский король выносил решение на арбитражном процессе в пользу Генриха III, оно было во многом принято под влиянием Элеоноры. И оно мгновенно спровоцировало в Англии гражданскую войну.
14 мая 1264 года армия роялистов потерпела поражение в битве при Льюисе. В результате Генрих III фактически оказался в плену, а принц Эдуард стал заложником у Симона де Мофора. В это трудное время Элеонора оказалась неукротима. Сначала она собрала во Фландрии внушительную армию для вторжения в Англию. Когда этот план провалился, королева сделала своей базой Гасконь, предприняв оттуда дипломатическое наступление на Монфора, проявив безжалостную энергию и большое мастерство. Кроме сети контактов, охватывавшей папство и французский двор, у Элеоноры оказались значительные материальные ресурсы из Гаскони, Ирландии и Валлийской марки. Кроме того, в её распоряжении были обосновавшиеся на континенте английские беженцы и изгнанники. Собранная армия 4 августа 1265 года одержала победу в битве при Ившеме, после чего Генрих III вернулся к власти.
Элеонора вернулась в Англию в ноябре 1265 года. Обладая высокой компетентностью в финансовых делах, королева смогла убедить папу римского выделить 60 тысяч функтов из собранной в 1266 году церковной десятины в Англии, чтобы погасить обширные долги, которые она наделала за границей.

## Последние годы
По своим владениям королева относилась к группе крупных землевладельцев. Несмотря на сильное чувство личной ответственности в финансовых вопросах, Элеонора, как и многие её современники, была деспотична в управлении своими владениями, особенно теми, которые она получила от короны для опеки. Она широко пользовалась услугами как евреев, так и купцов, но в 1275 году изгнала всех евреев из подвластных ей городов. После смерти мужа в 1272 году Элеонора стала богатой владелицей различной недвижимостью. Кроме вдовьей части, приносившей ей доход около 4 тысяч фунтов в год, она пользовалась доставшимся ей от дяди, Пьера Савойского, наследством, включавшего Певенси и ежегодную выплату в 1805 фунтов, выделенную взамен титула графа Ричмонда. Даже став монахиней, Элеонора сохранила значительное личное состояние, отказавшись только от гасконских доходов. Поскольку после её смерти владения должны были отойти к короне, вдовствующей королеве было дозволено составить завещание, распорядившись суммой до 10 тысяч марок из своих земельных доходов.
Даже после смерти мужа до конца своей жизни Элеонора имела значительный вес при дворе: её пожелания в политических или личных вопросах, касавшихся семьи, имели значительный вес для ставшего королём Эдуарда I. В июле 1286 года она приняла постриг в престижном монастыре в Эймсбери (Уилтшир), принадлежавшего ордену аббатства Фонтевро. 
Элеонора умерла 24 июня 1291 года в Эймсбери. Её тело было захоронено там же после возвращения короля из Шотландии 9 сентября в присутствии многочисленных представителей знати. Сердце королевы в начале декабря захоронили в францисканской церкви в Лондоне.
Ни один надгробный памятник Элеоноры не дошёл до нашего времени. Многие англичане ненавидели её за политическую позицию, но её действия и проявленное ей в интересах семьи исключительное мужество вызывали уважение современников. В итоге хронисты прославляли королеву как героиню-воительницу.
Сохранились многочисленные письма, написанные ей во время вдовства; из них видно, что Элеонора была женщиной, готовой отстаивать свои права, но при этом способной на такт, великодушие и доброту. И муж, и дети её почитали.

## Брак и дети
Муж: с 14 января 1236 года (Кентерберийский собор) Генрих III (1 октября 1207 — 16 ноября 1272), король Англии. Дети:
- Эдуард I (17 июня 1239 — 7 июля 1307), король Англии с 1272 года.
- Маргарита (1240—1275); муж: Александр III (4 сентября 1241 — 19 марта 1286), король Шотландии.
- Беатриса (1242—1275); муж: Жан II (1239 — 18 ноября 1305) , герцог Бретани.
- Эдмунд Горбатый (16 января 1245 — 5 июня 1296), 1-й граф Лестер с 1265 года, 1-й граф Ланкастер с 1267 года.
- Екатерина (25 ноября 1253 — 3 мая 1257), по словам Матвея Парижского, была «немой и ни к чему не пригодной, хотя весьма и пригожей», «королева настолько была поражена ее смертью, что заболела, и долго не выздоравливала, поскольку ни знания лекарей, ни утешение близких не приносили ей облегчения».